# Romagny (Górny Ren)
Romagny – miejscowość i gmina we Francji, w regionie Grand Est, w departamencie Górny Ren. Według danych na rok 2009, gminę zamieszkiwało 195 osób.
- Francuski urząd statystyczny. (fr.).